# Place Terdelt
Pour les articles homonymes, voir Terdelt.
La place Terdelt (en néerlandais : Terdeltplein) est une place bruxelloise de la commune de Schaerbeek où aboutissent cinq artères différentes :
- avenue Docteur Dejase
- rue Joseph Wauters
- rue Jean-Baptiste Brems
- rue Pierre Theunis
- rue Guillaume Kennis

Terdelt vient de ter dal et signifie dans le vallon.

## Royal Cercle Athlétique de Schaerbeek
L'un des plus importants clubs d'athlétisme de la capitale, le Royal Cercle Athlétique de Schaerbeek évolue au Complexe Sportif Terdelt.